# Voices in My Head
Voices in My Head – pierwszy minialbum polskiej grupy muzycznej Riverside. Wydawnictwo ukazało się 7 marca 2005 roku nakładem wytwórni muzycznej Rock Serwis. Pochodzące z płyty piosenki „Stuck Between” i „Us” dotarły, odpowiednio do 20. i 34. miejsca Listy Przebojów Programu Trzeciego Polskiego Radia.
Nagrania zostały zarejestrowane w warszawskim Serakos Studio pomiędzy styczniem a lutym 2005 roku. Piosenki - 6 i 7 zostały nagrana podczas koncertu zespołu w Traffic Club w Warszawie 15 maja 2004 roku.

## Lista utworów
Opracowano na podstawie materiału źródłowego.
| Nr | Tytuł utworu                 | Słowa | Muzyka                               | Długość |
| -- | ---------------------------- | ----- | ------------------------------------ | ------- |
| 1. | „Us”                         | Duda  | Duda, Grudziński, Łapaj, Kozieradzki | 2:33    |
| 2. | „Acronym Love”               | Duda  | Duda, Grudziński, Łapaj, Kozieradzki | 4:45    |
| 3. | „Dna ts. Rednum or F. Raf”   | Duda  | Duda, Grudziński, Łapaj, Kozieradzki | 7:20    |
| 4. | „The Time I Was Daydreaming” | Duda  | Duda, Grudziński, Łapaj, Kozieradzki | 4:53    |
| 5. | „Stuck Between”              | Duda  | Duda, Grudziński, Łapaj, Kozieradzki | 3:46    |
| 6. | „I Believe (live)”           | Duda  | Duda, Grudziński, Łapaj, Kozieradzki | 4:00    |
| 7. | „Loose Heart (live)”         | Duda  | Duda, Grudziński, Łapaj, Kozieradzki | 5:28    |
| 8. | „Out of Myself (live)”       | Duda  | Duda, Grudziński, Łapaj, Kozieradzki | 3:42    |
|    |                              |       |                                      | 36:27   |

## Twórcy
Opracowano na podstawie materiału źródłowego.
| Zespół Riverside w składzie - Mariusz Duda – śpiew, gitara basowa - Piotr Grudziński – gitara - Piotr Kozieradzki – perkusja, projekt okładki - Michał Łapaj – instrumenty klawiszowe |  | Inni - Magda i Robert Srzedniccy – miksowanie, mastering, produkcja muzyczna, inżynieria dźwięku - Marek Bereszczyński – inżynieria dźwięku (6-8) - Agnieszka Lewsza – zdjęcia |

## Wydania
| Rok  | Nr katalogowy      | Format      | Wydawca                         | Region                    | Źródło |
| ---- | ------------------ | ----------- | ------------------------------- | ------------------------- | ------ |
| 2005 | MYSTCD 020         | CD, EP      | Mystic Production               | Polska                    | [ 5 ]  |
| 2005 | brak               | CD, Maxi    | brak (wydanie własne)           | Polska                    | [ 5 ]  |
| 2006 | IOMCD 251          | CD, EP, Enh | Inside Out Music                | Europa, Stany Zjednoczone | [ 5 ]  |
| 2010 | 0501772, IOMCD 251 | CD, RE, Enh | Century Media, Inside Out Music | Niemcy                    | [ 5 ]  |